# Stainton By Langworth
Stainton By Langworth är en civil parish i Storbritannien. Den ligger i grevskapet Lincolnshire och riksdelen England, i den sydöstra delen av landet, 200 km norr om huvudstaden London.